# Oxyrhachis apicalis
Oxyrhachis apicalis är en insektsart som beskrevs av Ananthasubramanian 1980. Oxyrhachis apicalis ingår i släktet Oxyrhachis och familjen hornstritar. Inga underarter finns listade i Catalogue of Life.